# Дон (Актюбинская область)
Дон (каз. Дөң, быв. Донское) — село в Хромтауском районе Актюбинской области Казахстана. Административный центр сельского округа Дон. Находится примерно в 4 км к востоку от центра города Хромтау. Код КАТО — 156036100.

## Население
В 1999 году население села составляло 2214 человек (1177 мужчин и 1037 женщин). По данным переписи 2009 года в селе проживало 2529 человек (1288 мужчин и 1241 женщина).